# ديريك توماس (مدرب كرة سلة)
ديريك توماس (بالإنجليزية: Derek Thomas)‏ هو مدرب كرة سلة أمريكي، ولد في 6 سبتمبر 1966 في مارشال في الولايات المتحدة.